# 성우진 (작가)
성우진은 대한민국의 텔레비전 드라마 작가이다. 

## 드라마
- 2025년 tvN 월화 미니시리즈 《첫, 사랑을 위하여》 ... 집필